# Fuga a tre voci
Fuga a tre voci è un'opera teatrale di Marco Tullio Giordana tratta dall'epistolario tra il compositore Hans Werner Henze e la scrittrice Ingeborg Bachmann.
È andata in scena per la prima volta al Teatro Poliziano di Montepulciano all'interno del 45° Cantiere Internazionale d'Arte di Montepulciano, con la regia dello stesso Marco Tullio Giordana e con interpreti Michela Cescon, Alessio Boni, Giacomo Palazzesi.

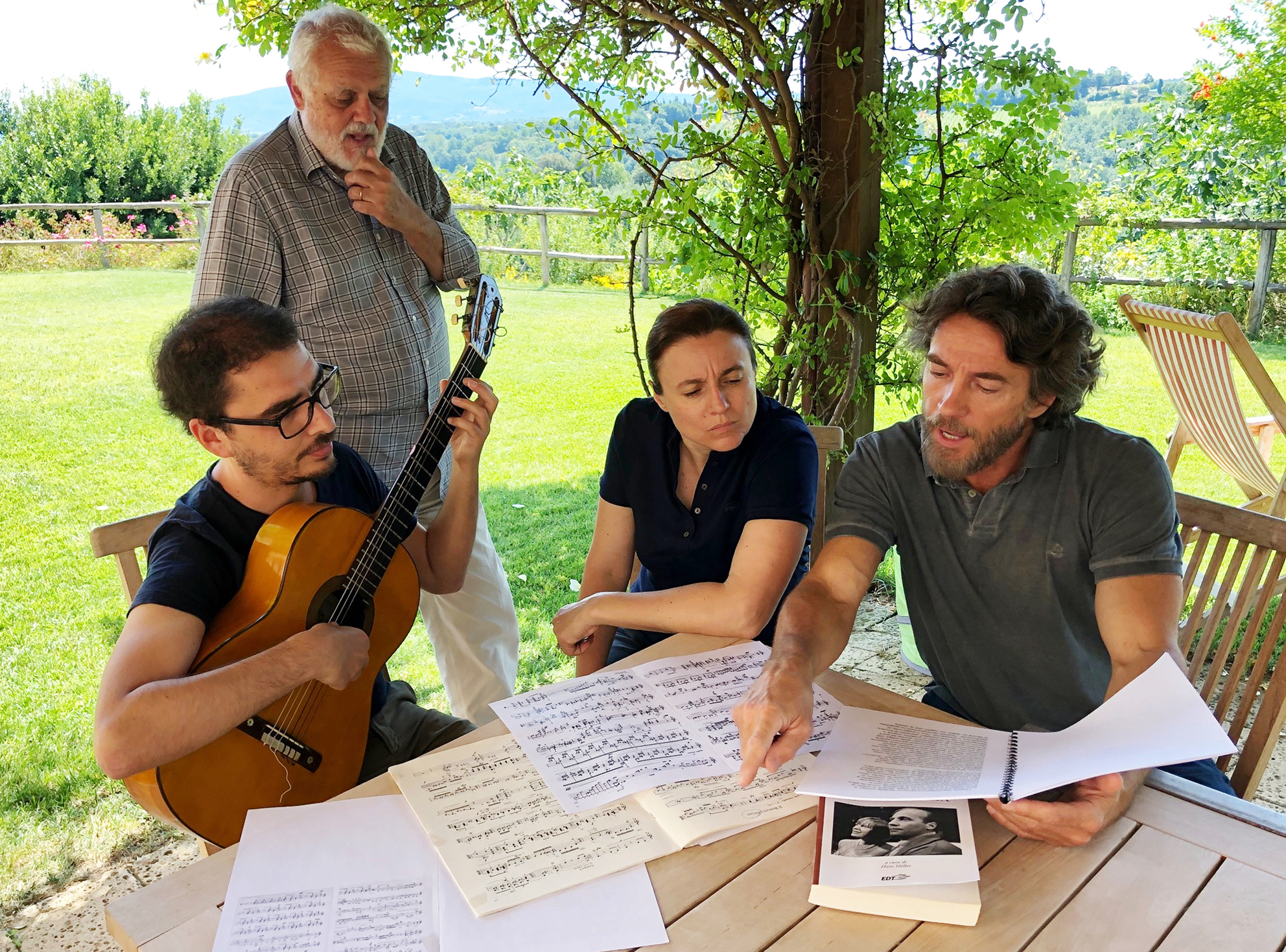
Michela Cescon, Alessio Boni, Marco Tullio Giordana, Giacomo Palazzesi